# Luis Mugueta
Luis Mugueta, (Pamplona, 1960) es un periodista español, desde 2004 director de La Voz de Asturias, donde sucedió a Rodrigo Cepeda.
Trabajó con anterioridad en el Diario de Oviedo y en el Levante-EMV de Valencia. Después pasó a ser redactor de La Voz de Asturias, ocupando el puesto de subdirector. 
- Datos: Q5984036